# Lindesberg
Lindesberg (em sueco: Lindesberg;  PRONÚNCIA) ou Lindesberga é uma pequena cidade sueca situada na província da Västmanland.

Está situada a 40 km a norte da cidade de Örebro.

O centro da cidade apresenta um rigoroso plano em grelha, estabelecido no século XVII.

Tem uma área de 7,84 km² e cerca de 9 745 habitantes (2021).

É a sede da comuna de Lindesberg, pertencente ao condado de Örebro.

### Galeria

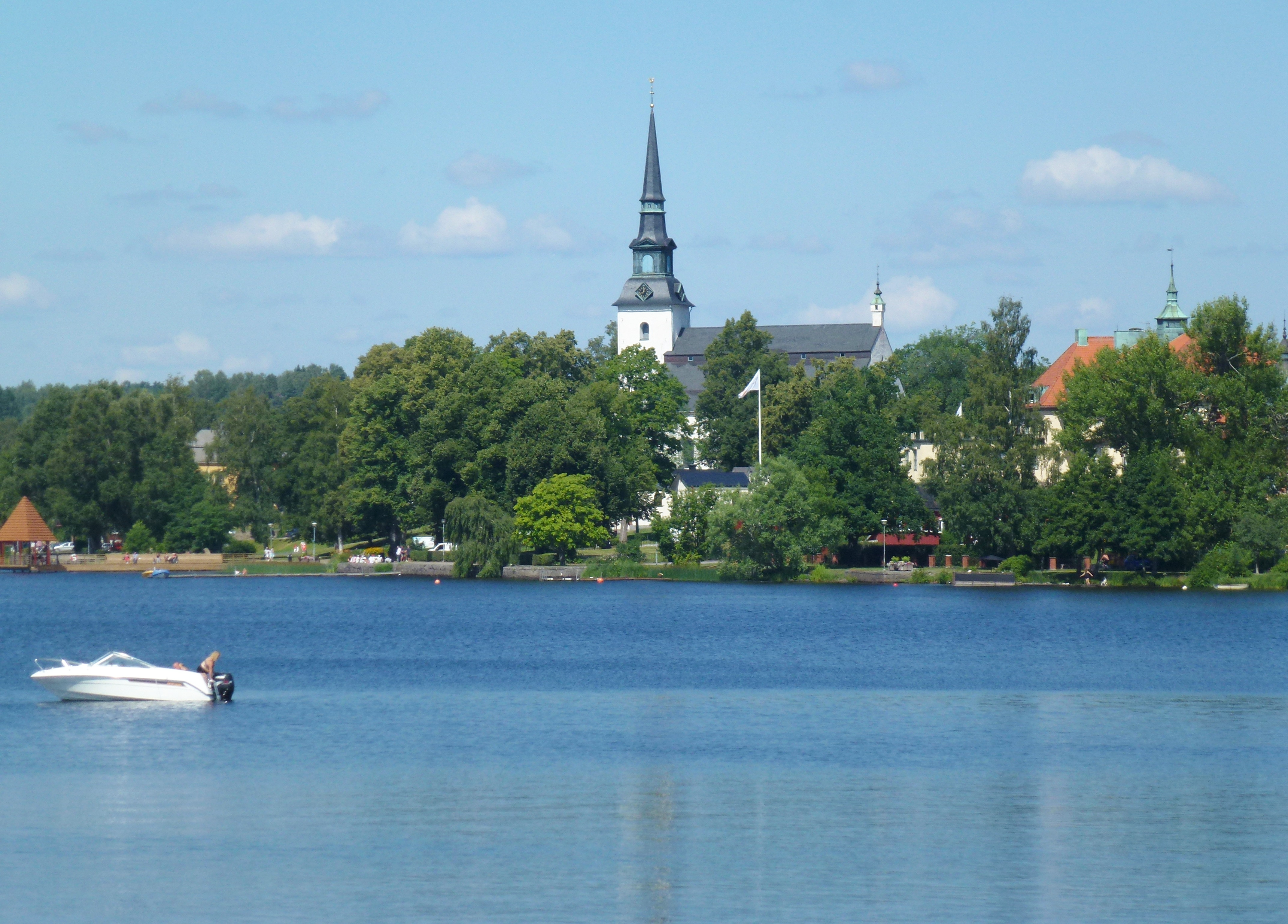
O lago Lindessjön e a igreja
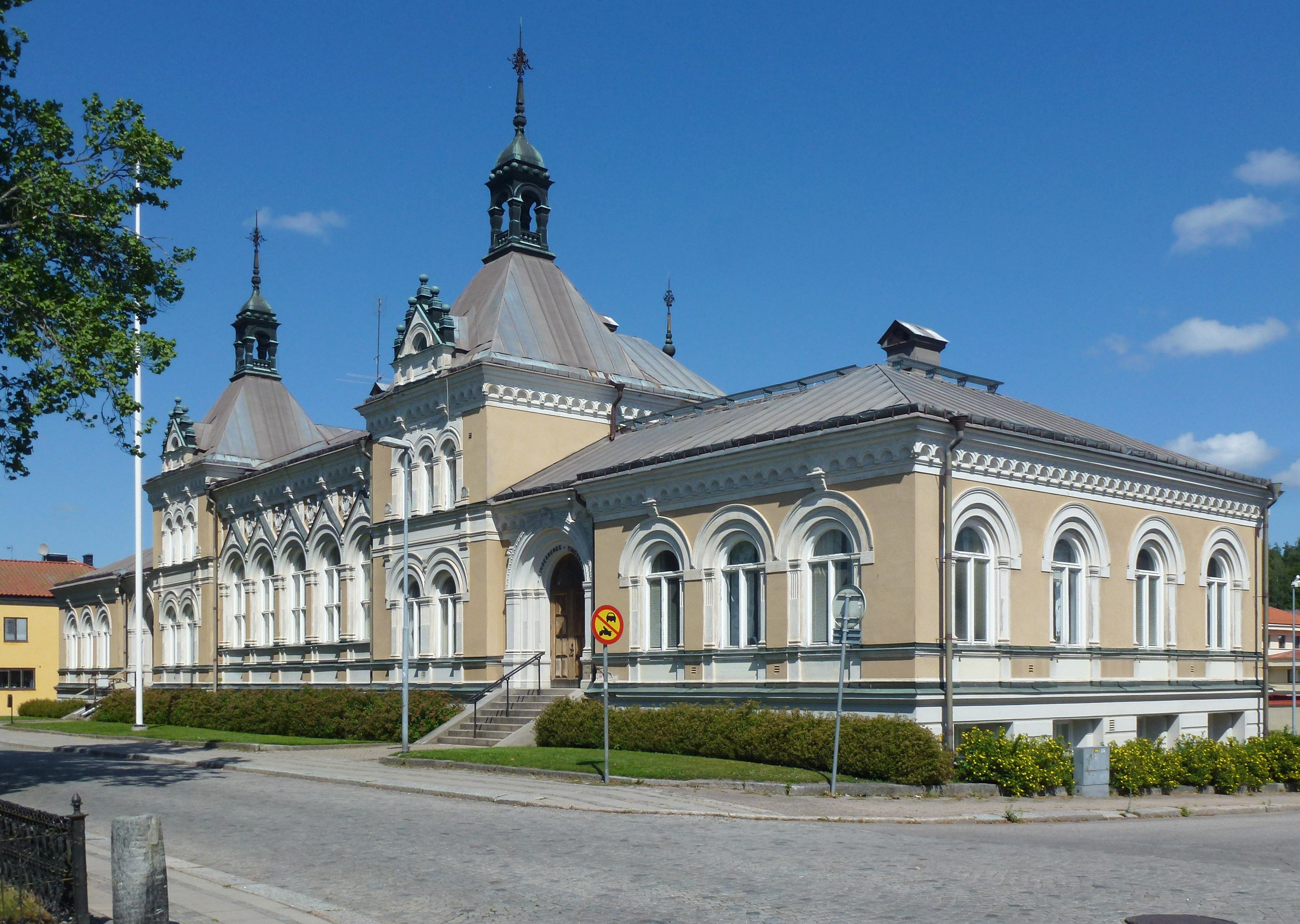
O tribunal da cidade
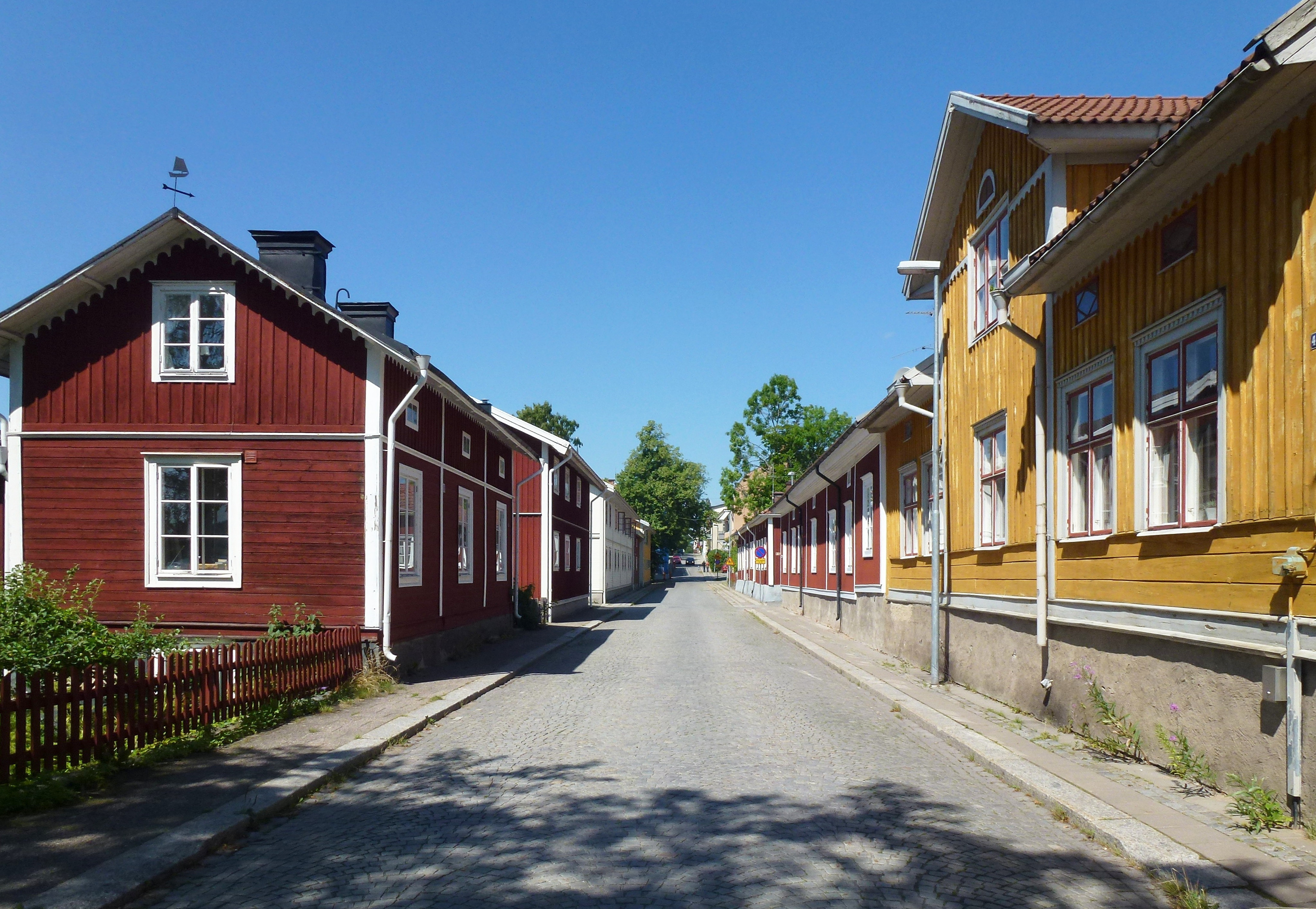
As antigas casas de madeira
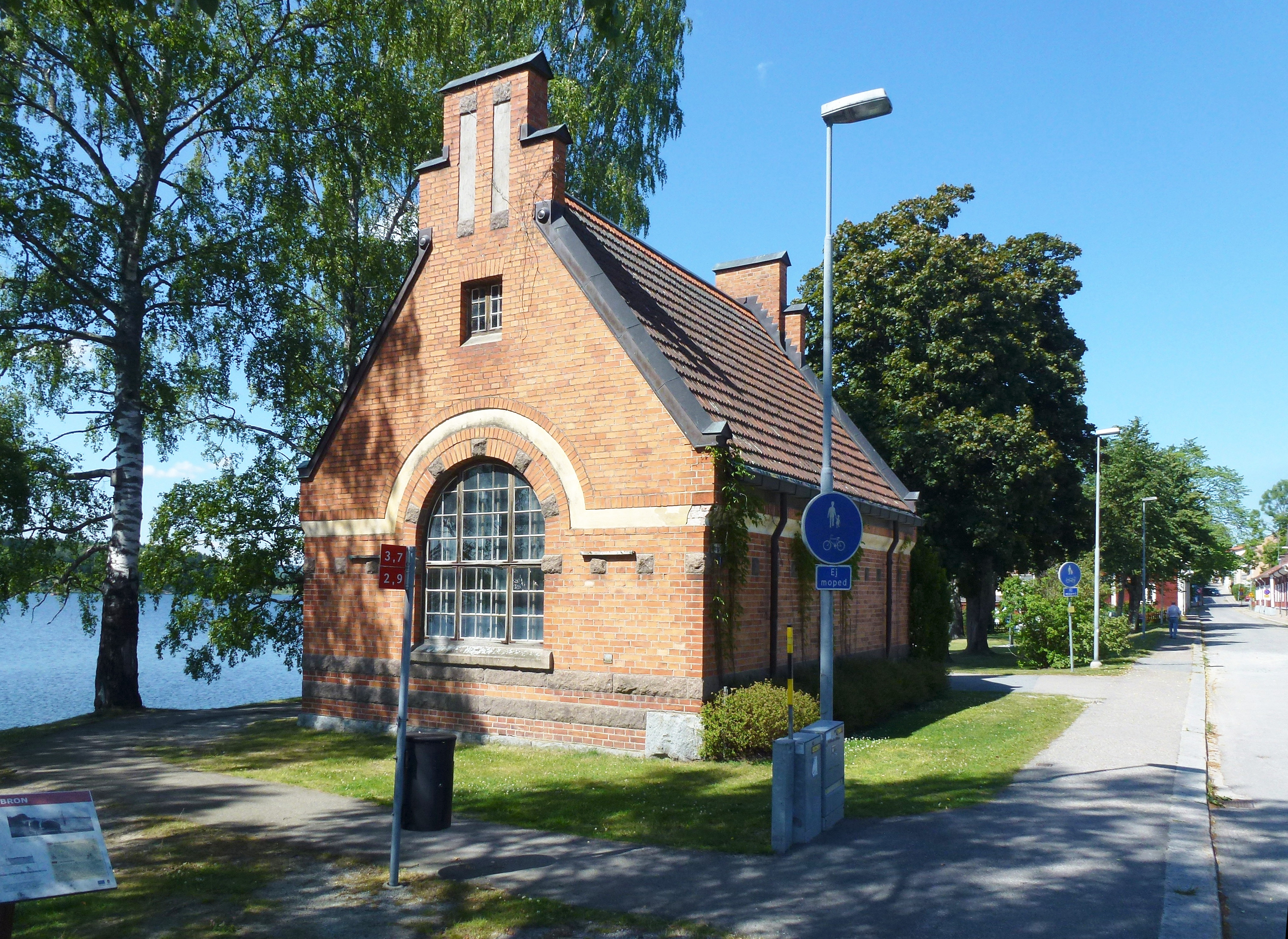
Casa de bombas de água